# Seznam mostov čez Dravo v Sloveniji
Seznam mostov čez Dravo v Sloveniji.

## Dravograd–Maribor
| Slika | Ime          | Naselje | Namembnost                                 |
| ----- | ------------ | --- | ------------------------------------------ |
|       | Dravski most | Dravograd 46°35′09″N 15°00′59″E / 46.585779°N 15.016493°E                                                                      | nekdanji železniški, opuščen in neprehoden |
|       | Dravski most | Dravograd 46°35′16″N 15°01′27″E / 46.587802°N 15.024071°E                                                                      | cestni                                     |
|       | Dravski most | Dravograd 46°35′16″N 15°01′29″E / 46.587874°N 15.024647°E                                                                      | nekdanji cestni, opuščen in neprehoden     |
|       | Dravski most | Gortina–Trbonje 46°36′22″N 15°06′42″E / 46.606003°N 15.111576°E                                                                | cestni                                     |
|       | Dravski most | Muta–Vuzenica 46°36′04″N 15°09′48″E / 46.601050°N 15.163396°E                                                                  | cestni                                     |
|       | Dravski most | Dobrava–Vuhred 46°35′51″N 15°13′56″E / 46.597629°N 15.232221°E                                                                 | cestni                                     |
|       | Dravski most | Brezno–Podvelka 46°35′25″N 15°19′39″E / 46.590154°N 15.327617°E                                                                | cestni                                     |
|       | Dravski most | Vurmat–Puščava 46°33′48″N 15°25′34″E / 46.563376°N 15.426201°E                                                                 | cestni                                     |
|       | Dravski most | Fala (Občina Selnica ob Dravi)– Fala (Občina Ruše); (čez Hidroelektrarno Fala) 46°33′31″N 15°27′23″E / 46.558706°N 15.456317°E | cestni                                     |
|       | Dravski most | Selnica ob Dravi–Ruše 46°32′37″N 15°30′00″E / 46.543533°N 15.499999°E                                                          | cestni                                     |

## Maribor
| Slika | Ime             | Povezuje | Namembnost                                                                                              |
| ----- | --------------- | --- | --- |
|       | Most na Otok    | Kamnica - Mariborski otok 46°34′04″N 15°36′51″E / 46.567912°N 15.614084°E                                           | cestni, železni, prehod omejen                                                                          |
|       | Koroški most    | Koroška vrata - Studenci 46°33′36″N 15°37′35″E / 46.560010°N 15.626515°E                                            | cestni, štiripasovni                                                                                    |
|       | Studenška brv   | Koroška vrata - Studenci/Magdalena 46°33′25″N 15°38′10″E / 46.556984°N 15.635997°E                                  | za pešce in kolesarje                                                                                   |
|       | Splavarska brv  | Center (Lent) - Magdalena 46°33′21″N 15°38′44″E / 46.55578°N 15.64549°E                                             | za pešce in kolesarje                                                                                   |
|       | Glavni most     | Center - Magdalena 46°33′21″N 15°38′44″E / 46.55584°N 15.64548°E                                                    | cestni                                                                                                  |
|       | Titov most      | Center - Magdalena 46°33′21″N 15°39′02″E / 46.555727°N 15.650663°E                                                  | cestni, štiripasovni                                                                                    |
|       | Železniški most | Center - Magdalena/Pobrežje (Maribor - Maribor Tabor/Maribor Tezno) 46°33′20″N 15°39′19″E / 46.555579°N 15.655319°E | železniški, tritirni (dvotirna proga Zidani Most - Maribor, enotirna proga Maribor - Prevalje), železni |
|       | Dvoetažni most  | Center (Melje) - Pobrežje (Greenwich) 46°33′20″N 15°39′38″E / 46.555653°N 15.660662°E                               | cestni, štiripasovni (zgornji del), dvopasovni (spodnji del)                                            |
|       | Malečniški most | Center/Malečnik - Pobrežje 46°33′26″N 15°40′43″E / 46.557338°N 15.678626°E                                          | cestni, dvojni most čez Dravo in Kanal Hidroelektrarne Zlatoličje                                       |
|       | Slomškov most   | razcep Dragučova - Maribor-vzhod 46°33′08″N 15°41′27″E / 46.552307°N 15.690793°E                                    | avtocestni, dvojni most čez Dravo in Kanal Hidroelektrarne Zlatoličje                                   |

## Maribor–Ptuj
| Slika | Ime          | Naselje                                                               | Namembnost |
| ----- | ------------ | --------------------------------------------------------------------- | ---------- |
|       | Dravski most | Zgornji Duplek–Dogoše 46°30′54″N 15°42′55″E / 46.515106°N 15.715367°E | cestni     |

### Kanal Hidroelektrarne Zlatoličje
| Slika | Ime          | Naselje                                                                                     | Namembnost         |
| ----- | ------------ | ------------------------------------------------------------------------------------------- | ------------------ |
|       | Dravski most | Zrkovci (Na terasi) 46°32′57″N 15°41′59″E / 46.549257°N 15.699668°E                         | cestni             |
|       | Dravski most | Zrkovci (Cesta ob lipi) 46°32′35″N 15°42′13″E / 46.542958°N 15.703721°E                     | cestni             |
|       | Dravski most | Dogoše 46°31′33″N 15°42′09″E / 46.525909°N 15.702573°E                                      | cestni             |
|       | Dravski most | Miklavž na Dravskem polju (Nad izviri) 46°30′08″N 15°42′20″E / 46.502120°N 15.705652°E      | cestni             |
|       | Dravski most | Miklavž na Dravskem polju (Ptujska cesta) 46°29′57″N 15°42′26″E / 46.499255°N 15.707194°E   | cestni             |
|       | Dravski most | Loka–Dravski Dvor 46°28′37″N 15°43′54″E / 46.476925°N 15.731581°E                           | cestni             |
|       | Dravski most | Trniče 46°27′32″N 15°45′08″E / 46.458914°N 15.752242°E                                      | cestni, enopasovni |
|       | Dravski most | Prepolje 46°27′07″N 15°45′44″E / 46.452041°N 15.762220°E                                    | cestni             |
|       | Dravski most | Zlatoličje (čez Hidroelektrarno Zlatoličje) 46°26′53″N 15°47′12″E / 46.447938°N 15.786735°E | cestni             |
|       | Dravski most | Zlatoličje 46°26′52″N 15°47′36″E / 46.447864°N 15.793387°E                                  | cestni             |
|       | Dravski most | Slovenja vas 46°26′37″N 15°48′48″E / 46.443709°N 15.813214°E                                | cestni             |
|       | Dravski most | Hajdoše 46°25′58″N 15°49′53″E / 46.432693°N 15.831303°E                                     | cestni             |

## Ptuj
| Slika | Ime          | Naselje                                              | Namembnost            |
| ----- | ------------ | ---------------------------------------------------- | --------------------- |
|       | Dravska brv  | Ptuj 46°25′04″N 15°52′03″E / 46.417643°N 15.867513°E | za pešce in kolesarje |
|       | Dravski most | Ptuj 46°25′00″N 15°52′10″E / 46.416629°N 15.869341°E | cestni                |
|       | Dravski most | Ptuj 46°24′57″N 15°52′16″E / 46.415756°N 15.871090°E | železniški, enotirni  |
|       | Puhov most   | Ptuj 46°24′46″N 15°52′41″E / 46.412716°N 15.878150°E | cestni                |

## Ptuj–Hrvaška
| Slika | Ime          | Naselje                                                                   | Namembnost |
| ----- | ------------ | ------------------------------------------------------------------------- | ---------- |
|       | Dravski most | Markovci 46°23′18″N 15°55′36″E / 46.388268°N 15.926584°E                  | cestni     |
|       | Dravski most | Muretinci–Dolane 46°22′19″N 15°59′45″E / 46.371807°N 15.995855°E          | cestni     |
|       | Dravski most | Veliki Lovrečan, Hrvaška 46°22′49″N 16°05′06″E / 46.380249°N 16.085068°E  | cestni     |
|       | Dravski most | Ormož–Otok Virje, Hrvaška 46°24′10″N 16°09′17″E / 46.402734°N 16.154694°E | cestni     |

### Kanal Hidroelektrarne Formin
| Slika | Ime                     | Naselje                                                                             | Namembnost |
| ----- | ----------------------- | ----------------------------------------------------------------------------------- | ---------- |
|       | Dravski most            | Markovci 46°23′21″N 15°55′36″E / 46.389051°N 15.926632°E                            | cestni     |
|       | Dravski most (stranski) | Nova vas pri Markovcih 46°23′30″N 15°56′00″E / 46.391793°N 15.933452°E              | cestni     |
|       | Dravski most (glavni)   | Nova vas pri Markovcih 46°23′33″N 15°56′21″E / 46.392629°N 15.939203°E              | cestni     |
|       | Dravski most            | Bukovci 46°23′41″N 15°57′23″E / 46.394840°N 15.956266°E                             | cestni     |
|       | Dravski most            | Zagojiči 46°23′55″N 15°58′54″E / 46.398709°N 15.981697°E                            | cestni     |
|       | Dravski most            | Gajevci 46°24′13″N 16°00′49″E / 46.403742°N 16.013473°E                             | cestni     |
|       | Dravski most            | Formin (čez Hidroelektrarno Formin) 46°24′10″N 16°02′01″E / 46.402676°N 16.033605°E | cestni     |
|       | Dravski most            | Formin 46°24′07″N 16°02′11″E / 46.401811°N 16.036288°E                              | cestni     |
|       | Dravski most            | Cvetkovci 46°23′46″N 16°04′10″E / 46.396147°N 16.069349°E                           | cestni     |
|       | Dravski most            | Mihovci pri Veliki Nedelji 46°23′40″N 16°05′59″E / 46.394357°N 16.099861°E          | cestni     |